# Norbert Hahn
Norbert Hahn (6 de enero de 1954) es un deportista de la RDA que compitió en luge en la modalidad doble.
Participó en dos Juegos Olímpicos de Invierno en los años 1976 y 1980, obteniendo dos medallas, oro en Innsbruck 1976 y oro en Lake Placid 1980. Ganó cinco medallas en el Campeonato Mundial de Luge entre los años 1973 y 1979, y siete medallas en el Campeonato Europeo de Luge entre los años 1973 y 1980.

## Palmarés internacional
| Juegos Olímpicos   | Juegos Olímpicos             | Juegos Olímpicos  | Juegos Olímpicos |
| Año                | Lugar                        | Medalla           | Prueba           |
| ------------------ | ---------------------------- | ----------------- | ---------------- |
| 1976               | Innsbruck (Austria)          | Medalla de oro    | Doble            |
| 1980               | Lake Placid (Estados Unidos) | Medalla de oro    | Doble            |
| Campeonato Mundial |                              |                   |                  |
| Año                | Lugar                        | Medalla           | Prueba           |
| 1973               | Oberhof (RDA)                | Medalla de plata  | Doble            |
| 1975               | Hammarstrand (Suecia)        | Medalla de oro    | Doble            |
| 1977               | Igls (Austria)               | Medalla de oro    | Doble            |
| 1978               | Imst (Austria)               | Medalla de bronce | Doble            |
| 1979               | Königssee (RFA)              | Medalla de plata  | Doble            |
| Campeonato Europeo |                              |                   |                  |
| Año                | Lugar                        | Medalla           | Prueba           |
| 1973               | Königssee (RFA)              | Medalla de oro    | Doble            |
| 1974               | Imst (Austria)               | Medalla de plata  | Doble            |
| 1975               | Valdaora (Italia)            | Medalla de oro    | Doble            |
| 1977               | Königssee (RFA)              | Medalla de plata  | Doble            |
| 1978               | Hammarstrand (Suecia)        | Medalla de oro    | Doble            |
| 1979               | Oberhof (RDA)                | Medalla de plata  | Doble            |
| 1980               | Valdaora (Italia)            | Medalla de oro    | Doble            |